# Dominika Schulz
Dominika Schulz, z d. Kuczyńska (ur. 16 października 1981 w Warszawie) – polska siatkarka grająca na pozycji środkowej, reprezentantka Polski. Wychowanka trenera Teofila Czerwińskiego. W sezonie 2012/2013 zawodniczka Pałacu Bydgoszcz.
Jej mężem jest Australijczyk, Anthony Schulz.

## Kluby
| Klub                    | Lata gry  |
| ----------------------- | --------- |
| Skra Warszawa           | 1995−1998 |
| AZS Środowisko Warszawa | 1998−2000 |
| Nike Węgrów             | 2000−2001 |
| Energa Gedania Gdańsk   | 2001−2007 |
| Centrostal Bydgoszcz    | 2007−2010 |
| AZS Białystok           | 2010−2012 |
| KS Pałac Bydgoszcz      | 2012−2013 |

## Sukcesy

### Reprezentacyjne
- 2007 –  Złoty medal Letniej Uniwersjady

### Akademickie
- 2004 −  Złoty medal Akademickich Mistrzostw Europy w Bradze
- 2005 −  Złoty medal Akademickich Mistrzostw Europy w Tallinnie[4]